# Hugues Michel de Besançon
Hugues II de Besançon fut évêque suffragant de Paris du 14 janvier 1326 au 29 juillet 1332, date de sa mort.

## Biographie
Il est né vers 1270 dans le comté de Bourgogne et devient docteur en droit in utroque jure. Il est chanoine de Laon en 1298, de Dole en 1300 puis de Paris en 1307. Il devient curé de La Madeleine et chantre de Paris en 1313. Il est élu évêque de Paris le 14 janvier 1326 après le décès de son prédécesseur, Étienne de Bourret, le mois de novembre précédent.
Trois faits ont marqué son apostolat :
- la grâce accordée, conjointement avec Guillaume de Laudun, archevêque de Vienne, aux Flamands le 26 avril 1326[1] ;
- sa dispute, en 1329, contre les hérésies de Michel de Césène[1];
- la bénédiction le 1er juillet 1330 de Notre-Dame de Boulogne-sur-Seyne[2] alors inachevée et qui deviendra le principal lieu de pèlerinage des Parisiens.

Il fut donateur à Notre-Dame de Paris d'un éventail liturgique brodé de perles représentant le martyre de Saint Étienne qui était porté sur une hampe d'ivoire prolongée d'ébène joint par deux viroles d'argent.